# Diskografie Stray Kids
Jihokorejská chlapecká skupina Stray Kids vydala tři studiová alba, tři kompilační alba, jednu reedici, deset prodloužených verzí, dvě singlová alba a dvacet čtyři singlů.

## Alba

### Studiová alba
| Název                                                                                  | Detaily                                                                  | Peak chart positions | Peak chart positions | Peak chart positions | Peak chart positions | Peak chart positions | Peak chart positions | Peak chart positions | Peak chart positions | Peak chart positions | Prodej                                      | Ocenění             |
| Název                                                                                  | Detaily                                                                  | KOR                  | AUS                  | FRA                  | GER                  | JPN                  | JPNHot               | UK                   | US                   | USWorld              | Prodej                                      | Ocenění             |
| -------------------------------------------------------------------------------------- | ------------------------------------------------------------------------ | -------------------- | -------------------- | -------------------- | -------------------- | -------------------- | -------------------- | -------------------- | -------------------- | -------------------- | ------------------------------------------- | ------------------- |
| Go Live                                                                                | - Vydáno: 17. června 2020 - Vydavatelství: JYP - Formáty: CD, DL, online | 1                    | —                    | 54                   | 13                   | 6                    | —                    | —                    | —                    | 4                    | - KOR: 544,253 - JPN: 39,911                | - KMCA: 2× Platinum |
| Noeasy                                                                                 | - Vydáno: 23. srpna 2021 - Vydavatelství: JYP - Formáty: CD, DL, online  | 1                    | 14                   | —                    | 64                   | 2                    | 21                   | —                    | —                    | 5                    | - KOR: 1,425,632 - JPN: 54,169 - US: 16,100 | - KMCA: Million     |
| 5-Star                                                                                 | - Vydáno: 2. června 2023 - Vydavatelství: JYP - Formáty: CD, DL, online  |                      |                      |                      |                      |                      |                      |                      |                      |                      |                                             |                     |
| "-" označuje vydání, která se nedostala do žebříčku nebo nebyla v daném regionu vydána |                                                                          |                      |                      |                      |                      |                      |                      |                      |                      |                      |                                             |                     |

### Kompilační alba
| Název                                                                                  | Detaily                                                                                           | Nejvyšší umístění | Nejvyšší umístění | Nejvyšší umístění | Prodej                    |
| Název                                                                                  | Detaily                                                                                           | JPN               | JPNHot            | USWorld           | Prodej                    |
| -------------------------------------------------------------------------------------- | ------------------------------------------------------------------------------------------------- | ----------------- | ----------------- | ----------------- | ------------------------- |
| Unveil Stray Kids                                                                      | - Vydáno: 19. září 2019 (JPN) - Vydavatelství: Epic Japan - Formáty: DL, online                   | —                 | —                 | —                 |                           |
| SKZ2020                                                                                | - Vydáno: 18. března 2020 (JPN) - Vydavatelství: Epic Japan - Formáty: CD, CD+DVD, CS, DL, online | 3                 | 3                 | 14                | - JPN: 36,347 - US: 1,000 |
| SKZ2021                                                                                | - Vydáno: 23. prosince 2021 (KOR) - Vydavatelství: JYP - Formáty: DL, online                      | —                 | 40                | —                 | - JPN: 959 (digitální)    |
| "-" označuje vydání, která se nedostala do žebříčku nebo nebyla v daném regionu vydána |                                                                                                   |                   |                   |                   |                           |

### Opětovná vydání
| Název                                                                                  | Detaily                                                                | Nejvyšší umístění | Nejvyšší umístění | Nejvyšší umístění | Nejvyšší umístění | Nejvyšší umístění | Prodej                     | Ocenění             |
| Název                                                                                  | Detaily                                                                | KOR               | JPNHot            | UK                | US                | USWorld           | Prodej                     | Ocenění             |
| -------------------------------------------------------------------------------------- | ---------------------------------------------------------------------- | ----------------- | ----------------- | ----------------- | ----------------- | ----------------- | -------------------------- | ------------------- |
| In Life                                                                                | - Vydáno: 14. září 2020 - Vydavatelství: JYP - Formáty: CD, DL, online | 1                 | 45                | —                 | —                 | 4                 | - KOR: 625,729 - US: 8,000 | - KMCA: 2× Platinum |
| "-" označuje vydání, která se nedostala do žebříčku nebo nebyla v daném regionu vydána |                                                                        |                   |                   |                   |                   |                   |                            |                     |

## Prodloužené verze
| Název                                                                                  | Detaily                                                                                         | Nejvyšší umístění | Nejvyšší umístění | Nejvyšší umístění | Nejvyšší umístění | Nejvyšší umístění | Nejvyšší umístění | Nejvyšší umístění | Nejvyšší umístění | Nejvyšší umístění | Nejvyšší umístění | Prodej                                       | Ocenění                |
| Název                                                                                  | Detaily                                                                                         | KOR               | AUS               | CAN               | GER               | JPN               | JPNHot            | NZ                | UK                | US                | USWorld           | Prodej                                       | Ocenění                |
| -------------------------------------------------------------------------------------- | ----------------------------------------------------------------------------------------------- | ----------------- | ----------------- | ----------------- | ----------------- | ----------------- | ----------------- | ----------------- | ----------------- | ----------------- | ----------------- | -------------------------------------------- | ---------------------- |
| Mixtape                                                                                | - Vydáno: 8. ledna 2018 (KOR) - Vydavatelství: JYP - Formáty: CD, DL, online                    | 2                 | —                 | —                 | —                 | 47                | —                 | —                 | —                 | —                 | 2                 | - KOR: 142,330 - JPN: 1,063                  |                        |
| I Am Not                                                                               | - Vydáno: 26. března 2018 (KOR) - Vydavatelství: JYP - Formáty: CD, DL, online                  | 4                 | —                 | —                 | —                 | 61                | —                 | —                 | —                 | —                 | 5                 | - KOR: 239,271 - JPN: 2,036                  |                        |
| I Am Who                                                                               | - Vydáno: 6. srpna 2018 (KOR) - Vydavatelství: JYP - Formáty: CD, DL, online                    | 3                 | —                 | —                 | —                 | 34                | —                 | —                 | —                 | —                 | 5                 | - KOR: 250,000 - JPN: 1,474                  | - KMCA: Platinum       |
| I Am You                                                                               | - Vydáno: 22. října 2018 (KOR) - Vydavatelství: JYP - Formáty: CD, DL, online                   | 2                 | —                 | —                 | —                 | 34                | —                 | —                 | —                 | —                 | 8                 | - KOR: 250,000 - JPN: 2,234 - US: 2,000      | - KMCA: Platinum       |
| Clé 1: Miroh                                                                           | - Vydáno: 25. března 2019 (KOR) - Vydavatelství: JYP - Formáty: CD, DL, online                  | 1                 | —                 | —                 | —                 | 15                | —                 | —                 | —                 | —                 | 3                 | - KOR: 282,334 - JPN: 5,856 - US: 1,000      | - KMCA: Platinum       |
| Clé 2: Yellow Wood                                                                     | - Vydáno: 19. června 2019 (KOR) - Vydavatelství: JYP - Formáty: CD, DL, online                  | 2                 | —                 | —                 | —                 | 17                | —                 | —                 | —                 | —                 | 9                 | - KOR: 250,000 - JPN: 3,379                  | - KMCA: Platinum       |
| Clé: Levanter                                                                          | - Vydáno: 9. prosince 2019 (KOR) - Vydavatelství: JYP - Formáty: CD, DL, online                 | 1                 | —                 | —                 | —                 | 17                | —                 | —                 | —                 | —                 | 9                 | - KOR: 343,779 - JPN: 9,116                  | - KMCA: Platinum       |
| All In                                                                                 | - Vydáno: 4. listopadu 2020 (JPN) - Vydavatelství: Epic Japan - Formáty: CD, CD+DVD, DL, online | —                 | —                 | —                 | —                 | 2                 | 2                 | —                 | —                 | —                 | —                 | - JPN: 59,361                                | - RIAJ: Gold (fyzicky) |
| Oddinary                                                                               | - Vydáno: 18. března 2022 (KOR) - Vydavatelství: JYP, Republic - Formáty: CD, DL, online        | 1                 | 92                | 20                | 43                | 4                 | 20                | 33                | 95                | 1                 | 1                 | - KOR: 1,676,172 - JPN: 60,357 - US: 173,000 | - KMCA: Million        |
| Circus                                                                                 | - Vydáno: 22. června 2022 (JPN) - Vydavatelství: Epic Japan - Formáty: CD, CD+DVD, DL, online   | —                 | —                 | —                 | —                 | 2                 | 1                 | —                 | —                 | —                 | —                 | - JPN: 151,840                               | - RIAJ: Gold (fyzicky) |
| "-" označuje vydání, která se nedostala do žebříčku nebo nebyla v daném regionu vydána |                                                                                                 |                   |                   |                   |                   |                   |                   |                   |                   |                   |                   |                                              |                        |

## Singlová alba
| Název                                                                                  | Detaily                                                                     | Umístění | Prodej         | Ocenění             |
| Název                                                                                  | Detaily                                                                     | KOR      | Prodej         | Ocenění             |
| -------------------------------------------------------------------------------------- | --------------------------------------------------------------------------- | -------- | -------------- | ------------------- |
| Step Out of Clé                                                                        | - Vydáno: 24. ledna 2020 - Vydavatelství: JYP - Formáty: DL, online         | —        |                |                     |
| Christmas EveL                                                                         | - Vydáno: 29. listopadu 2021 - Vydavatelství: JYP - Formáty: CD, DL, online | 1        | - KOR: 763,274 | - KMCA: 3× Platinum |
| "-" označuje vydání, která se nedostala do žebříčku nebo nebyla v daném regionu vydána |                                                                             |          |                |                     |

## Singly
| Název                                                                                  | Rok  | Nejvyšší umístění | Nejvyšší umístění | Nejvyšší umístění | Nejvyšší umístění | Nejvyšší umístění | Nejvyšší umístění | Nejvyšší umístění | Nejvyšší umístění | Nejvyšší umístění | Nejvyšší umístění | Ocenění                | Album              |
| Název                                                                                  | Rok  | KOR               | KORHot            | AUS               | CAN               | JPN               | JPNHot            | UK                | USBub.            | USWorld           | WW                | Ocenění                | Album              |
| -------------------------------------------------------------------------------------- | ---- | ----------------- | ----------------- | ----------------- | ----------------- | ----------------- | ----------------- | ----------------- | ----------------- | ----------------- | ----------------- | ---------------------- | ------------------ |
| "Hellevator"                                                                           | 2017 | —                 | —                 | —                 | —                 | —                 | —                 | —                 | —                 | 6                 | —                 |                        | Mixtape            |
| "District 9"                                                                           | 2018 | —                 | —                 | —                 | —                 | —                 | —                 | —                 | —                 | 10                | —                 |                        | I Am Not           |
| "My Pace"                                                                              | 2018 | —                 | —                 | —                 | —                 | —                 | 90                | —                 | —                 | 8                 | —                 |                        | I Am Who           |
| "I Am You"                                                                             | 2018 | —                 | 91                | —                 | —                 | —                 | —                 | —                 | —                 | 19                | —                 |                        | I Am You           |
| "Miroh"                                                                                | 2019 | —                 | 51                | —                 | —                 | —                 | —                 | —                 | —                 | 2                 | —                 |                        | Clé 1: Miroh       |
| "Side Effects" (부작용)                                                                | 2019 | —                 | 78                | —                 | —                 | —                 | —                 | —                 | —                 | 16                | —                 |                        | Clé 2: Yellow Wood |
| "Double Knot"                                                                          | 2019 | —                 | 99                | —                 | —                 | —                 | —                 | —                 | —                 | 4                 | —                 |                        | Clé: Levanter      |
| "Levanter" (바람)                                                                      | 2019 | —                 | 100               | —                 | —                 | —                 | —                 | —                 | —                 | 5                 | —                 |                        | Clé: Levanter      |
| "Mixtape: Gone Days"                                                                   | 2019 | —                 | —                 | —                 | —                 | —                 | —                 | —                 | —                 | 8                 | —                 |                        | Go Live            |
| "Mixtape: On Track" (바보라도 알아)                                                    | 2020 | —                 | —                 | —                 | —                 | —                 | —                 | —                 | —                 | 13                | —                 |                        | Go Live            |
| "Top"                                                                                  | 2020 | —                 | —                 | —                 | —                 | 1                 | 8                 | —                 | —                 | 10                | —                 | - RIAJ: Gold (fyzicky) | Go Live and All In |
| "God's Menu" (神메뉴)                                                                  | 2020 | —                 | —                 | —                 | —                 | —                 | —                 | —                 | —                 | 4                 | —                 |                        | Go Live            |
| "Back Door"                                                                            | 2020 | —                 | 79                | —                 | —                 | —                 | —                 | —                 | —                 | 2                 | 169               |                        | In Life            |
| "All In"                                                                               | 2020 | —                 | —                 | —                 | —                 | —                 | 67                | —                 | —                 | 21                | —                 |                        | All In             |
| "Going Dumb" (with Alesso and Corsak [zh])                                             | 2021 | —                 | —                 | —                 | —                 | —                 | —                 | —                 | —                 | —                 | —                 |                        | Non-album single   |
| "Mixtape: Oh" (애)                                                                     | 2021 | —                 | —                 | —                 | —                 | —                 | —                 | —                 | —                 | 1                 | —                 |                        | Noeasy             |
| "Thunderous" (소리꾼)                                                                  | 2021 | 33                | 90                | —                 | —                 | 2                 | 66                | —                 | —                 | 3                 | 80                | - RIAJ: Gold (fyzicky) | Noeasy             |
| "Scars"                                                                                | 2021 | —                 | —                 | —                 | —                 | 2                 | 2                 | —                 | —                 | 7                 | —                 | - RIAJ: Gold (fyzicky) | SKZ2021            |
| "Christmas EveL"                                                                       | 2021 | 114               | —                 | —                 | —                 | —                 | —                 | —                 | —                 | 10                | —                 |                        | Christmas EveL     |
| "Winter Falls"                                                                         | 2021 | 151               | —                 | —                 | —                 | —                 | —                 | —                 | —                 | —                 | —                 |                        | Christmas EveL     |
| "Maniac"                                                                               | 2022 | 29                | —                 | 79                | 79                | —                 | 21                | 98                | 19                | 1                 | 21                |                        | Oddinary           |
| "Your Eyes"                                                                            | 2022 | —                 | *                 | —                 | —                 | —                 | 68                | —                 | —                 | —                 | —                 |                        | Circus             |
| "Circus"                                                                               | 2022 | —                 | *                 | —                 | —                 | —                 | 47                | —                 | —                 | —                 | —                 |                        | Circus             |
| "Mixtape: Time Out"                                                                    | 2022 | —                 | *                 | —                 | —                 | —                 | —                 | —                 | —                 | 4                 | —                 |                        | Non-album single   |
| "-" označuje vydání, která se nedostala do žebříčku nebo nebyla v daném regionu vydána |      |                   |                   |                   |                   |                   |                   |                   |                   |                   |                   |                        |                    |

## Výskyt v soundtracku
| Název                                    | Rok  | Nejvyšší umístění | Album                   |
| Název                                    | Rok  | USWorld           | Album                   |
| ---------------------------------------- | ---- | ----------------- | ----------------------- |
| "Neverending Story" (끝나지 않을 이야기) | 2019 | 14                | Extraordinary You OST   |
| "Hello Stranger"                         | 2020 | 21                | Pop Out Boy! OST Part 1 |

## Další skladby v žebříčcích
| Název                                                                                  | Rok  | Nejlepší umístění | Nejlepší umístění | Nejlepší umístění | Nejlepší umístění | Nejlepší umístění | Album                                      |
| Název                                                                                  | Rok  | KOR               | KORHot            | JPNHot            | USWorld           | WW                | Album                                      |
| -------------------------------------------------------------------------------------- | ---- | ----------------- | ----------------- | ----------------- | ----------------- | ----------------- | ------------------------------------------ |
| "Stop"                                                                                 | 2019 | —                 | 98                | —                 | —                 | —                 | Clé: Levanter                              |
| "Slump"                                                                                | 2020 | —                 | —                 | —                 | 17                | —                 | Go Live and All In                         |
| "The Tortoise and the Hare" (토끼와 거북이)                                            | 2020 | —                 | —                 | —                 | 20                | —                 | In Life                                    |
| "B Me"                                                                                 | 2020 | —                 | —                 | —                 | 15                | —                 | In Life                                    |
| "Any" (아니)                                                                           | 2020 | —                 | —                 | —                 | 13                | —                 | In Life                                    |
| "Ex" (미친 놈)                                                                         | 2020 | —                 | —                 | —                 | 17                | —                 | In Life                                    |
| "We Go"                                                                                | 2020 | —                 | —                 | —                 | 10                | —                 | In Life                                    |
| "Wow"                                                                                  | 2020 | —                 | —                 | —                 | 12                | —                 | In Life                                    |
| "My Universe"                                                                          | 2020 | —                 | —                 | —                 | 21                | —                 | In Life                                    |
| "Wolfgang"                                                                             | 2021 | 138               | 53                | —                 | 4                 | —                 | Kingdom <Final: Who Is the King?> a Noeasy |
| "Cheese"                                                                               | 2021 | —                 | —                 | —                 | 14                | —                 | Noeasy                                     |
| "Domino"                                                                               | 2021 | —                 | —                 | —                 | 11                | —                 | Noeasy                                     |
| "Ssick" (씩)                                                                           | 2021 | —                 | —                 | —                 | 22                | —                 | Noeasy                                     |
| "The View"                                                                             | 2021 | —                 | —                 | —                 | 18                | —                 | Noeasy                                     |
| "Sorry, I Love You" (좋아해서 미안)                                                    | 2021 | —                 | —                 | —                 | 24                | —                 | Noeasy                                     |
| "Silent Cry"                                                                           | 2021 | —                 | —                 | —                 | —                 | —                 | Noeasy                                     |
| "Secret Secret" (말할 수 없는 비밀)                                                    | 2021 | —                 | —                 | —                 | —                 | —                 | Noeasy                                     |
| "Star Lost"                                                                            | 2021 | —                 | —                 | —                 | —                 | —                 | Noeasy                                     |
| "Red Lights" (강박)                                                                    | 2021 | —                 | —                 | —                 | 13                | —                 | Noeasy                                     |
| "Surfin'"                                                                              | 2021 | —                 | —                 | —                 | —                 | —                 | Noeasy                                     |
| "Gone Away"                                                                            | 2021 | —                 | —                 | —                 | —                 | —                 | Noeasy                                     |
| "Call"                                                                                 | 2021 | —                 | —                 | 93                | —                 | —                 | Scars / Thunderous (japonská verze)        |
| "24 to 25"                                                                             | 2021 | —                 | —                 | —                 | —                 | —                 | Christmas EveL                             |
| "Venom" (거미줄)                                                                       | 2022 | —                 | —                 | —                 | 7                 | —                 | Oddinary                                   |
| "Charmer"                                                                              | 2022 | —                 | —                 | —                 | 10                | —                 | Oddinary                                   |
| "Freeze" (땡)                                                                          | 2022 | —                 | —                 | —                 | 14                | —                 | Oddinary                                   |
| "Lonely St."                                                                           | 2022 | —                 | —                 | —                 | —                 | —                 | Oddinary                                   |
| "Waiting for Us" (피어난다)                                                            | 2022 | —                 | —                 | —                 | —                 | —                 | Oddinary                                   |
| "Muddy Water"                                                                          | 2022 | —                 | —                 | —                 | —                 | —                 | Oddinary                                   |
| "-" označuje vydání, která se nedostala do žebříčku nebo nebyla v daném regionu vydána |      |                   |                   |                   |                   |                   |                                            |

## Videoklipy

### Videoalba
| Název                                             | Detaily                                                                         |
| ------------------------------------------------- | ------------------------------------------------------------------------------- |
| Stray Kids World Tour"District 9: Unlock" v Soulu | - Vydáno: 27. ledna 2021 - Vydavatel: JYP, Play Company - Formáty: DVD, Blu-ray |

### Hudební videa
| Název                                 | Rok  | Režie                          | Poznámky                |
| ------------------------------------- | ---- | ------------------------------ | ----------------------- |
| "Hellevator"                          | 2017 | OJun Kwon (AR Film)            |                         |
| "Beware"                              | 2018 | Jimmy (BS Pictures)            | Video z představení     |
| "Spread My Wings"                     | 2018 | Jimmy (BS Pictures)            | Video z představení     |
| "District 9"                          | 2018 | Yong-soo Kim (Highqualityfish) |                         |
| "Grow Up"                             | 2018 | Jimmy (BS Pictures)            |                         |
| "Mirror"                              | 2018 | Jimmy (BS Pictures)            | Video z představení     |
| "Rock"                                | 2018 | Neznámý                        | Pouliční verze          |
| "My Pace"                             | 2018 | Yong-soo Kim (Highqualityfish) |                         |
| "Insomnia"                            | 2018 | Neznámý                        | Pouliční verze          |
| "My Pace" (Performance video)         | 2018 | Yong-soo Kim (Highqualityfish) | Video z představení     |
| "Voices"                              | 2018 | Jimmy                          | Video z představení     |
| "M.I.A."                              | 2018 | Jimmy                          | Video z představení     |
| "Question"                            | 2018 | Neznámý                        | Pouliční verze          |
| "Awkward Silence"                     | 2018 | Jimmy                          |                         |
| "Mixtape#2"                           | 2018 | Neznámý                        |                         |
| "I Am You"                            | 2018 | Yong-soo Kim (Highqualityfish) |                         |
| "My Side"                             | 2018 | Neznámý                        | Pouliční verze          |
| "I Am You" (Performance video)        | 2018 | Yong-soo Kim (Highqualityfish) | Video z představení     |
| "Mixtape#3"                           | 2018 | Jimmy                          |                         |
| "Get Cool"                            | 2018 | Jimmy                          |                         |
| "N/S"                                 | 2018 | Neznámý                        | Pouliční verze          |
| "Miroh"                               | 2019 | Dirextor Kim (Highqualityfish) |                         |
| "Boxer"                               | 2019 | Neznámý                        | Pouliční verze          |
| "Victory Song"                        | 2019 | Jimmy                          | Video z představení     |
| "19"                                  | 2019 | Kinotaku                       |                         |
| "Chronosaurus"                        | 2019 | Kinotaku                       |                         |
| "Mixtape#4"                           | 2019 | Neznámý                        | Pouliční verze          |
| "Side Effects"                        | 2019 | Dirextor Kim (Highqualityfish) |                         |
| "Side Effects" (Performance video)    | 2019 | Jimmy                          | Video z představení     |
| "TMT"                                 | 2019 | Jimmy                          |                         |
| "Double Knot"                         | 2019 | Jimmy                          |                         |
| "Astronaut"                           | 2019 | Pinklabel Visual               |                         |
| "Levanter"                            | 2019 | Ziyong Kim (FantazyLab)        |                         |
| "You Can Stay"                        | 2019 | Novvkim                        |                         |
| "Mixtape: Gone Days"                  | 2019 | Kinotaku                       |                         |
| "Double Knot" (English version)       | 2020 | Novvkim                        | Video z představení     |
| "Levanter" (Japanese version)         | 2020 | Ziyong Kim (FantazyLab)        |                         |
| "Double Knot" (Japanese version)      | 2020 | Neznámý                        | Video s textem písně    |
| "Mixtape: On Track"                   | 2020 | Lee Sang-duk                   |                         |
| "Slump" (Japanese version)            | 2020 | Unknown                        |                         |
| "Top" (Japanese version)              | 2020 | Oui Kim (OUI)                  |                         |
| "God's Menu"                          | 2020 | Bang Jae-yeob                  |                         |
| "Blueprint"                           | 2020 | Jimmy                          |                         |
| "Easy"                                | 2020 | Novvkim                        |                         |
| "Haven"                               | 2020 | Neznámý                        | Speciální video         |
| "Back Door"                           | 2020 | Bang Jae-yeob                  |                         |
| "Ex"                                  | 2020 | Novvkim                        |                         |
| "Any"                                 | 2020 | Neznámý                        |                         |
| "God's Menu" (Japanese version)       | 2020 | Bang Jae-yeob                  |                         |
| "All In"                              | 2020 | Bang Jae-yeob                  |                         |
| "Fam"                                 | 2020 | Novvkim                        | Video s textem písně    |
| "Going Dumb" (with Alesso and Corsak) | 2021 | Neznámý                        | Video s textem písně    |
| "Mixtape: Oh"                         | 2021 | Jimmy                          |                         |
| "Thunderous"                          | 2021 | Bang Jae-yeob                  |                         |
| "The View"                            | 2021 | Jimmy                          |                         |
| "Sorry, I Love You"                   | 2021 | Neznámý                        |                         |
| "Cheese"                              | 2021 | Jeong Nu-ri (Cosmo), Jan' Qui  |                         |
| "Red Lights"                          | 2021 | Novvkim                        |                         |
| "Surfin'"                             | 2021 | Novvkim                        |                         |
| "Gone Away"                           | 2021 | Novvkim                        |                         |
| "Secret Secret"                       | 2021 | Neznámý                        |                         |
| "Thunderous" (Japanese version)       | 2021 | Novvkim                        | Video z představení     |
| "Scars"                               | 2021 | Bang Jae-yeob                  |                         |
| "Christmas EveL"                      | 2021 | Lee Hye-sung                   |                         |
| "Winter Falls"                        | 2021 | Novvkim                        |                         |
| "24 to 25"                            | 2021 | Jimmy                          |                         |
| "Placebo"                             | 2021 | Neznámý                        | Speciální video         |
| "Call"                                | 2021 | Neznámý                        | Virtuální hudební video |
| "#LoveStay"                           | 2021 | Neznámý                        |                         |
| "Maniac"                              | 2022 | Bang Jae-yeob                  |                         |
| "Venom"                               | 2022 | Kim In-tae                     |                         |
| "Lonely St."                          | 2022 | Novvkim                        |                         |
| "Freeze"                              | 2022 | Paxq                           |                         |
| "Your Eyes"                           | 2022 | Novvkim                        |                         |
| "Circus"                              | 2022 | Bang Jae-yeob                  |                         |
| "Mixtape: Time Out"                   | 2022 | Jimmy                          |                         |